# Église Saint-Sever d'Agde
L'église Saint-Sever d'Agde, dite aussi « église des Pêcheurs », est une église qui se trouve dans la vieille ville d'Agde dans le département français de l'Hérault et la région Occitanie.

## Description
Cette église, de style gothique, construite en 1499, sur l'emplacement d'une ancienne église romane. Elle a été restaurée et profondément modifiée intérieurement en 1953 à la suite de l'écroulement de la voûte intervenu en 1922.
Elle abrite une statue du Saint-Christ en bois polychrome datant du XVIe siècle, classée au titre objet en 1911.
Cette statue est portée en procession dans les rues de la ville chaque vendredi saint par des représentants des différentes corporations, selon une tradition qui remonterait à 1495. Interrompue depuis 1999, cette tradition est reprise en 2009.
Depuis le 16 janvier 2010 a été officiellement créée la Confrérie du Saint-Christ d'Agde à l'initiative des Amis d'Agde.